# 明溪戰鬥
明溪戰鬥發生於1934年3月23日，地點則是在中國福建明溪。是國共內戰前期主要戰鬥之一。該戰鬥交戰一方為中華民國國民革命軍，另一方則為中國共產黨所領導之中國工農紅軍。戰鬥末了，共黨紅軍仍守住明溪。